# Lespedeza
La Lespedeza és un gènere de prop de 30 espècies de la família lleguminoses Fabaceae, o trèvol japonès. El gènere és natiu de regions temperades a subtropicals de l'est d'Amèrica del Nord, est i sud d'Àsia i d'Australàsia.

## Cultiu i usos
Algunes espècies serveixen de plantes ornamentals, i/o com cultius de farratge, especialment a Amèrica, enriqueix el sòl i prevé l'erosió. Pot ser herba adventícia en algunes àrees.

## Taxonomia
| Lespedeza angustifolia Lespedeza bicolor Lespedeza buergeri Lespedeza capitata Lespedeza chinensis Lespedeza cyrtobotrya Lespedeza cyrtobuergeri Lespedeza davidii Lespedeza davurica Lespedeza hirta Lespedeza homoloba Lespedeza intermedia Lespedeza intermixta Lespedeza japonica | Lespedeza juncea Lespedeza kagoshimensis Lespedeza leptostachya Lespedeza maximowiczii Lespedeza melanantha Lespedeza pilosa Lespedeza procumbens Lespedeza repens Lespedeza stuevei Lespedeza texana Lespedeza thunbergii Lespedeza tomentosa Lespedeza violacea Lespedeza virgata Lespedeza virginica |